# Tiomkino (stacja kolejowa)
Tiomkino (ros. Тёмкино) – stacja kolejowa w miejscowości Tiomkino, w rejonie tiomkińskim, w obwodzie smoleńskim, w Rosji. Położona jest na linii Wiaźma – Kaługa.

## Historia
Stacja powstała w czasach carskich na linii kolei riażsko-wiaziemskiej pomiędzy stacjami Ugriumowo i Isakowo.